# Анастасія Волкова
Анастасія Волкова (нар. 10 вересня 1991 р., Запоріжжя) — українська інноваторка у сільському господарстві, яка використовує технологію супутників і автономних безпілотних літальних апаратів для раннього виявлення хвороб у посівах. Навчалася в Україні, Польщі та Австралії. У 2020 році вона жила в Австралії, маючи бізнес-зв'язки зі своєю компанією Flurosat в Україні. Її роботу визнали BBC і MIT Technology Review, і станом на 2020 рік вона залучила значне фінансування.

## Життєпис
Анастасія розпочала навчання в Національному авіаційному університеті в Києві. Згодом поїхала до Польщі, щоб отримати ступінь магістерки. Свій докторський ступінь вона отримала в 2018 році в Сіднейському університеті після трьох років перебування в Австралії. Анастасія заснувала компанію під назвою Flurosat, яка аналізує супутникові знімки, щоб надавати фермерам поради щодо їхніх посівів. У 2017 році її початкова заявка на фінансування залучила 1 мільйон доларів. До 2019 року компанія залучила 8,6 млн доларів, у тому числі 3,2 млн від групи під керівництвом Microsoft M12. У 2018 році її компанія купила австралійську компанію під назвою Production Wise, що мала десятирічний досвід у цьому секторі.
Волкова, хрещеним батьком якої був фермер, зрозуміла, що може використовувати свої навички для підвищення врожайності. Культури, заражені хворобою, зосереджують свої зусилля на боротьбі з хворобою, і це відбувається на шкоду нормальному розвитку. Програмне забезпечення Волкової виявляє ці зміни, порівнюючи супутникові знімки певного поля з еталонним набором показань. Її докторська стосувалася використання автономних дронів, і її запитали, як ця технологія може допомогти сільській місцевості. Її відповіддю на цей виклик став рецепт створення компанії Flurosat. Волкова представила свої ідеї на заході TEDx у Сіднеї.
Волкова була відзначена журналом MIT Technology Review у розділі до 35 років. У листопаді 2020 року BBC оголосила, що Волкова увійде до їх 100 жінок — списку надихаючих жінок з усього світу. У 2020 році Волкова проживала в Австралії, але в її компанії була українська команда розробників.
В 2023 році увійшли до щорічного рейтингу Time 100 Next, що визначає найвпливовіших людей, які змінюють майбутнє світу.